# Alejandro Sieveking
Alejandro Sieveking (ur. 5 września 1934 w Rengo, zm. 5 marca 2020) – chilijski aktor, reżyser teatralny, dramatopisarz.

## Kariera
Sieveking urodził się w chilijskim mieście Rengo (w regionie O’Higgins) 5 września 1934 roku. Wystąpił jako aktor w produkcjach teatralnych Instituto del Teatro (Chilijski Instytut Teatralny), Teatro de la Universidad Católica (Katolicki Teatr Uniwersytecki), Teatro del Ángel (Teatr Angel) i Teatro Itinerante (Teatr Wędrowny). Współpracował z Víctorem Jarą przy wielu projektach teatralnych i muzycznych, w tym przy albumie „La Población” – w którym współautor Jara napisał piosenkę „Herminda de la Victoria”.
Był jednym z założycieli Teatru Angel w Chile i Kostaryce, gdzie osiadł i pracował. W 1974 roku otrzymał nagrodę „Casa de Las Américas” za Pequeños animales abatidos (Polowanie na małą zwierzynę). W 2017 roku otrzymał krajową nagrodę Chile za sztuki sceniczne i audiowizualne.
W dziełach Sievekinga znajduje się nie tylko realizm krytyczny, ale także realizm psychologiczny i folklorystyczny. La remolienda to jedna z najważniejszych klasyków chilijskiej komedii teatralnej.
Oprócz zajmowania stanowisk uniwersyteckich i udziału w projektach telewizyjnych był wiceprezesem Academia Chilena de Bellas Artes (Chilijska Akademia Sztuk Pięknych).

## Najważniejsze dzieła teatralne
- „Mi hermano Cristián” (1957)
- „La madre de los conejos” (1959)
- „Parecido a la felicidad” (1959)
- „Ánimas de día claro” (1962)
- „La remolienda” (1965)
- „Tres tristes tigres” (1967)
- „Todo se irá, se fue, se va al diablo” (1968)
- „La mantis religiosa” (1970)
- „Manuel Leonidas Donaire y las cinco mujeres que lloraban por él” (1971)
- „Cama de batalla” (1973)
- „La virgen de la manita cerrada” (1974)
- „Ingenuas palomas” (1989)